# Мари-Анжелик ле Блан
Мари́-Анжели́к Мемми́ ле Бла́н (фр. Marie-Angélique Memmie le Blanc, около 1712 года, Новая Франция — Париж, 15 декабря 1775 г.) — коренная американка, ставшая впоследствии монахиней ордена Августинок, знаменитостью века Просвещения и вошедшая в историю как дикий ребёнок (фр. enfant sauvage). После того, как Мари-Анжелик прожила 10 лет в лесу (ноябрь 1721 г. — сентябрь 1731 г.), в отрыве от цивилизации, лишённая человеческого общения, она сумела научиться чтению и письму, — исключительный случай у диких детей.
Её случай более спорный, чем у других диких детей, поэтому некоторые видные современные учёные считают его полностью или частично вымышленным. Но по мнению французского врача и писателя Сержа Ароля (фр. Serge Aroles), автора книги «Marie-Angélique (Haut-Mississippi, 1712 — Paris, 1775). Survie et résurrection d’une enfant perdue dix années en forêt» («Мари-Анжелик (Верхняя Миссисипи, 1712 — Париж, 1775). Выживание и восстановление ребёнка, проведшего десять лет в лесу»), Мари-Анжелик за эти 700 лет:
- единственный дикий ребёнок, чьё выживание в лесу в течение десяти лет прошло проверку подлинности в обширных собраниях архивов, в том числе, в документах, хранящихся в Секретном Архиве Ватикана[SI 1],
- единственный дикий ребёнок, который, научившись читать и писать, представляет значительное интеллектуальное возрождение[SII 4].

Основанием для этого заключения послужили сведения о повадках Мари-Анжелик в тот период, когда на неё открыли настоящую охоту, пытаясь изловить. Она плавала и лазала по деревьям, иногда действовала с невероятной жестокостью. Для пропитания ловила рыбу и зверей, в её обычный рацион входили растения и мясо дичи, — всё это она употребляла сырым. Впоследствии от пищи варёной или жареной ей становилось плохо. Эти привычки служили доказательством того, что период её жизни вне общества был продолжителен.
Мари-Анжелик была поймана в сентябре 1731 г. близ деревни Сонжи. Поэтому она также известна под именем «сонжийской дикарки» или «дикарки из Шампани» (в литературе на английском языке Wild Child of Songy или Wild Girl of Champagne).
Шотландский философ Джеймс Бёрнетт после встречи с Мари-Анжелик в 1765 г. называл её самым выдающимся человеком своего времени.

## Биография

### Происхождение
Существует несколько версий того, как девушка необычной для Франции внешности оказалась на территории Шампани, южнее города Шалон-на-Марне.
Учёный-исследователь Шарль Мари де Ла Кондамин, который встречался с ней в 1747 году и подробно её расспрашивал, пытаясь разгадать эту загадку, утверждал, что она родилась в 1712 среди эскимосов Северной Америки. Он исходил из её немногочисленных детских воспоминаниях об описании жилищ, покрытых снегом, и животных, похожих на тюленей, её пищевых пристрастий (сырая рыба и сырое мясо) а также из того факта, что она выбрала из нескольких кукольных костюмов эскимосский. Память мадемуазель ле Блан сохранила также два различных переезда по морю и её пребывание в странах, где есть сахарный тростник и маниок.

Я думаю, что капитан судна, отплывшего из Голландии, Шотландии или какого-то норвежского порта, взял рабов в арктических землях или на земле Лабрадора и что он перевозил их для продажи в какой-нибудь из европейских колоний на островах Вест-Индии. Там она увидит и будет есть сахарный тростник и маниок. Тот же капитан мог доставить кого-то из этих рабов в Европу, либо не обнаружив в её продаже выгоды, либо по прихоти или из любопытства, и молодость нашей маленькой дикарки может вполне естественно заслужить это предпочтение; в этом случае, вполне вероятно, что она будет продана или отдана в качестве подарка по его прибытии в Европу.Оригинальный текст (фр.) Je suppose, écrit La Condamine, qu'un capitaine de navire parti de la Hollande, de l'Ecosse ou de quelque port de Norvège ait enlevé des esclaves dans les terres arctiques, ou dans la terre du Labrador, et qu'il les ait transportés pour les vendre dans quelqu'une des colonies européennes des îles Antilles. Elle y aura vu et mangé des cannes à sucre et du manioc. Le même capitaine peut avoir ramené quelques-uns des ces esclaves en Europe, soit qu'il n'eût pas trouvé à s'en défaire avantageusement, soit par caprice ou curiosité, et la jeunesse de notre petite sauvage peut fort naturellement lui avoir valu cette préférence ; dans ce cas, il est probable qu'il l'aura vendue ou donnée en présent à son arrivée en Europe.
Ла Кондамин также полагал, что после покупки в порту Голландии новые хозяева могли её потом перевезти в район Арденн, где она сбежит, или же от неё откажутся добровольно из-за безнадёжности приручения.
Согласно историко-генеалогическому исследованию современного автора Жан-Поля Дениза (фр. Jean-Paul Denise), проведённого на основе доступных архивных источников, эта девушка, имеющая определённые привычки своего окружения, также является аборигенкой Северной Америки.
Архивы, хранящиеся в Шотландии, предлагают другую версию её происхождения, а именно: философ и лингвист Джеймс Бернет, лорд Монбоддо (англ. James Burnett, Lord Monboddo), который интересовался Мари-Анжелик во Франции в 1765 году и записывал слова из её детства, идентифицировал её язык как принадлежащий к огромной группе алгонкинских языков.
В согласии с этой версией и со ссылкой на работы Сержа Ароля, предложена такая история её обнаружения на территории метрополии.

Мари-Анжелик родилась в 1712 году в индейском племени фоксов, известных также как племя лис, занимавших часть территории Верхней Луизианы во время её управления французской администрацией. В двух крупных сражениях против французов, в 1712 и 1716 годах, это племя потеряло большую часть своих мужчин, в результате чего не могло прокормить детей. Именно в этом положении многие маленькие «лисы» (так они названы в канадских реестрах) в возрасте 5-7 лет были отданы или проданы Французской Канаде в качестве будущей прислуги. Таким образом, в 1718 году Мари-Анжелик попала к богатой канадской француженке, Мари-Шарлотте Шаре (фр. Marie-Charlotte Charest), жене Огюстена ле Гардёр де Куртеманш (фр. Augustin le Gardeur de Courtemanches), администратора побережья Лабрадора. В их доме, до лета 1719 года, жили также две эскимосские девушки, в том числе Acoutsina, дочь вождя Ouibignaro, с целью предупреждения нападения их народа. После крупного нападения эскимосов в сентябре 1719 года на французскую концессию, а затем повсеместного пожара в форта Понтчартрейна (фр. Ponchartrain), мадам Куртеманш 12 сентября 1720 года была вынуждена отправиться во Францию с 3 дочерьми и с маленькой дикаркой. Ради защиты от пиратов она выбрала вооружённое рыболовное судно Aventurier. Попавший в шторм, преследуемый берберскими пиратами и тяжело нагруженный треской, корабль 20 октября пришвартовался в Марселе, в разгар последней большой эпидемии чумы в истории Запада.

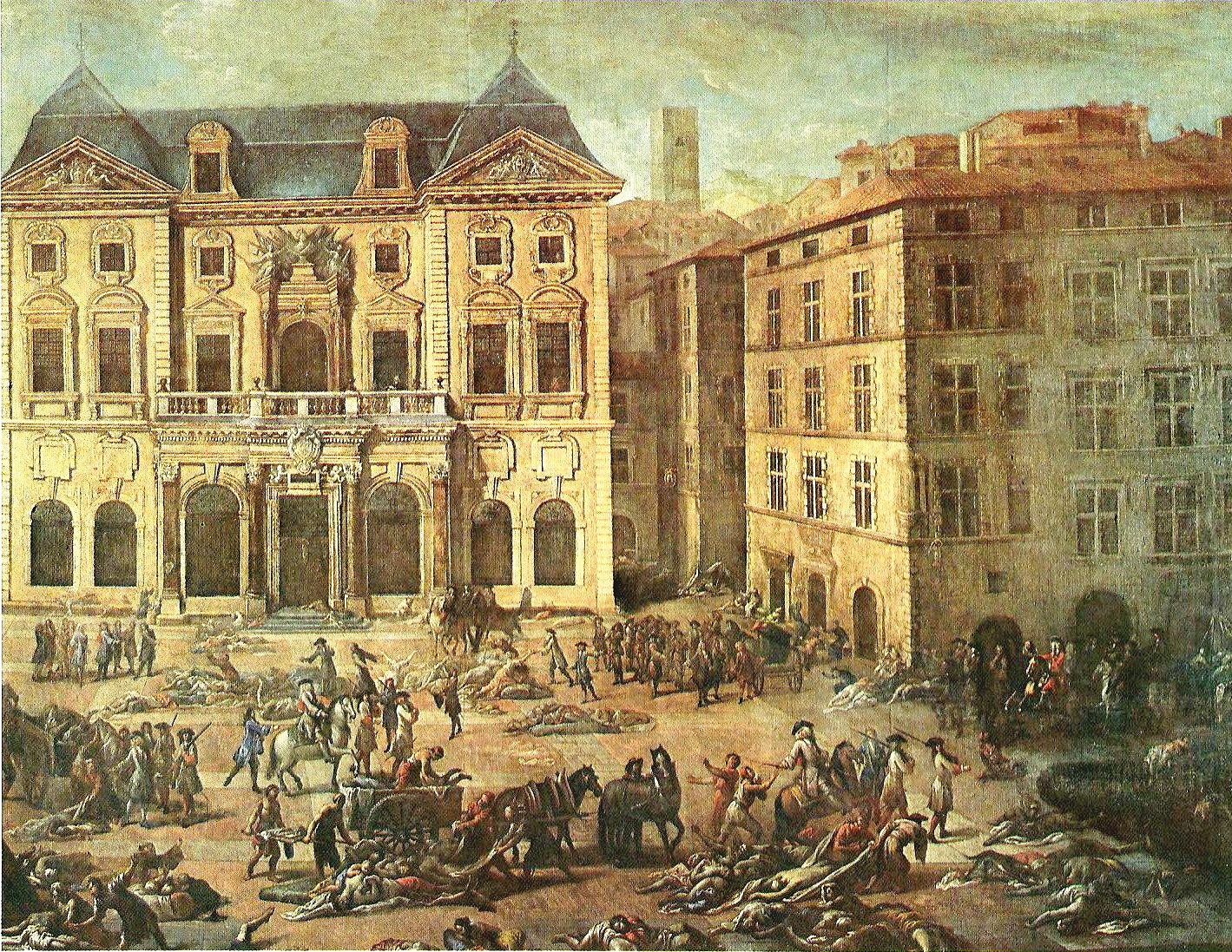
Цветная гравюра с изображением сцены опустошения перед ратушей города Марселя во время Большой Чумы 1720 г. Картина Мишеля Сэра (Michel Serre).

Серж Ароль отметил значительное число — порядка 1 214 — кораблей, вошедших в порт в течение официального периода эпидемии (1720—1723), среди которых он также обнаружил присутствие судна Геркулес из Архангельска, что добавляет в качестве гипотезы происхождения Мари-Анжелик из коренных народов севера России: ненцев, коми, самоедов, и т. д. Не имея возможности выбраться из Марселя и потратив все наличные деньги, мадам Куртеманш в период с июля по сентябрь 1721 года отдаёт Мари-Анжелик на работу в шелкопрядильню в северной части города. В ноябре 1721 года по неясной причине (плохое обращение или изнасилование, ввиду того, что Мари-Анжелик будет всегда бояться прикосновения к ней мужчины) она сбегает вместе с чернокожей девушкой-рабыней, происходящей из Палестины и прибывшей в Марсель в начале эпидемии на корабле Святого Франциска Ксаверия (фр. Saint-François Xavier). Спасаясь от чумы и перебираясь через обезлюдевший Прованс, они прошли тысячи километров по лесам Франции. В течение десяти лет их совместного выживания две девушки научились защите себя от сильного холода закапываясь в землю, в частности, расширяя норы животных, но так и не смогли найти общий разговорный язык, общаясь только с помощью жестов, криков и свиста. Чернокожая девушка в возрасте немногим более двадцати лет будет найдена мёртвой 7 сентября 1731 года в Шампани, недалеко от селения Сен-Мартен (фр. Saint-Martin). Мари-Анжелик долго будут обвинять в этом преступлении, но виновник её смерти сам признается Джеймсу Бернету в 1765 году в выстреле, испуганный этими двумя дикими существами.
А Мари-Анжелик, испытывая голод и жажду, приблизится к небольшому селению Сонжи (фр. Songy).

### Поимка
Обстоятельства её обнаружения сообщаются в начале книги «История юной дикой девушки, найденной в лесу в возрасте десяти лет» (фр. «Histoire d’une jeune fille sauvage, Trouvée dans les Bois à l’âge de dix ans») написанной Мари-Катрин Омассель Эке (фр. Marie-Catherine Hommasel Hecquet), но автором которой предположительно является Шарль Мари де Ла Кондамин:

 В сентябре месяце 1731 года девочка девяти или десяти лет, страдающая от жажды, в сумерки вышла к селению Сонжи, расположенному в четырёх или пяти лье от Шалон-ан-Шампань, с южной стороны. У неё были босые ноги, покрытое тряпьём и шкурами тело, волосы под колпаком из тыквы, лицо и руки чёрные, как у негритянки. Она была вооружена короткой и толстой палкой с наконечником в форме булавы. Первые, которые её увидели, бросились бежать с криками: Там дьявол!; действительно, её убранство и её цвет могли и впрямь подать эту мысль селянам. Те поспешили закрыть двери и окна. Но кто-то, видимо, полагая, что дьявол боится собак, спустил на неё мастифа, вооружённого ошейником с железными шипами; Дикарка, видя приближение к ней злого пса, отважно его ожидала, держа свою дубинку двумя руками, в позе тех, кто для усиления их удара делает замах в сторону, и, увидев пса в пределах его досягаемости, нанесла ему такой страшный удар по голове, что он свалился замертво к её ногам. Торжествуя свою победу, она попрыгала несколько раз по туловищу собаки. Затем она попыталась открыть дверь, и, не добившись успеха, ушла назад за селение в сторону реки и забралась на дерево, где спокойно заснула.Оригинальный текст (фр.) Au mois de septembre 1731, une fille de neuf ou dix ans pressée par la soif, entra sur la brune dans le Village de Songi, situé à quatre ou cinq lieues, de Châlons en Champagne, du côté du midi. Elle avoir les pieds nuds, le corps couvert de haillons et de peaux, les cheveux sous une calotte de calebasse, le visage et les mains noirs comme une Négresse. Elle étoit armée d’un bâton court et gros par le bout en forme de massue. Les premiers qui l’apperçurent s’enfuirent en criant, voilà le Diable ; en effet, son ajustement et sa couleur pouvoient bien donner cette idée à des Païsans. Ce fut à qui fermeroit le plus vîte sa porte et ses fenêtres. Mais quelqu’un croyant apparemment que le Diable avoit peur des chiens, lâcha sur elle un dogue armé d’un collier à pointes de fer ; la Sauvage le voyant approcher en fureur l’attendit de pied ferme, tenant sa petite masse d’armes à deux mains, en la posture de ceux, qui pour donner plus d’étendue aux coups de leur coignée, la lèvent de côté, et voyant le chien à sa portée, elle lui déchargea un si terrible coup sur la tête qu’elle l’étendit mort à ses pieds. Toute joyeuse de sa victoire elle se mit à sauter plusieurs fois par dessus le corps du chien. De-là elle essaya d'ouvrir une porte, et n'ayant pu y réussir, elle regagna la campagne du côté de la rivière, et monta sur un arbre où elle s'endormit tranquillement.
Местный кастелян, виконт д’Эпинуа (фр. Vicomte d'Epinoy), поставленный в известность его крестьянами, решил её поймать. Он велел поставить ведро воды у подножия дерева, чтобы схватить её, когда она спустится пить. Осмотревшись по сторонам, это существо спустилось пить из ведра, погружая в воду подбородок, но, почувствовав опасность, быстро забралось наверх. Тогда решили взять её голодом, поставив под дерево женщину с рыбой и корнеплодами в руках, показывающую ей дружелюбие. В конце концов дикарка спустилась вниз, а женщина стала медленно отходить, чтобы спрятавшиеся рядом мужчины успели подбежать и схватить её. Приведённая на кухню замка, она бросилась на пищу, которую ей предложили, и, в присутствии виконта, быстро содрала кожу с кролика и стала есть его сырым. После неоднократного мытья кожа пленницы оказалась светлой, у неё были голубые глаза, а пальцы на руках, особенно большие, были непропорционально длинные. Она обнаруживала некоторые признаки поведенческой регрессии: опускалась на четвереньки, чтобы пить воду втягивая её, как это делает корова, у неё наблюдалось постоянные боковые движения глаз, похожие на нистагм, по причине жизни в состоянии перманентной бдительности. Она плавала очень хорошо, в том числе в зимний период. Она не разговаривала, отказывалась спать в постели, и её желудок переваривал только сырую пищу. Её пытались приучить к обычной еде: из учтивости она могла поесть немного хлеба, но потом её сильно рвало, и она начала слабеть. Поэтому ей разрешили есть сырое мясо; ей приносили курицу или живого кролика, у которых она сосала тёплую кровь, действовавшую, по её собственному признанию много лет спустя, «как бальзам, который растекался повсюду и восстанавливал мои силы». Отвращение к приготовленной пище продлится несколько лет после её возвращения к цивилизованной жизни.

### Реабилитация
Виконт д’Эпинуа поместил дикарку у своего пастуха, за что она получила прозвище «пастуший зверь», а 30 октября 1731 года её перевели в Приют Сен-Мор (фр. Hospice Saint-Maur) в городе Шалон-ан-Шампань. Приют включал в себя три отделения: для мужчин, для женщин, которые были должны работать в мастерской чулочно-носочных изделий, и для детей до подросткового возраста из бедных семей, где они получали питание и обучение ремеслу. В этом приюте, помещённая в женское отделение, она легко училась всему, что ей показывали, аккуратно шила и вспомнила своё имя, «Мари-Анжелик де Олив» (фр. Marie-Angélique des Olives). В декабре 1731 журнал Mercure de France посвятил ей две статьи, вызывая к ней интерес среди интеллигенции и двора в Париже, а затем делая известной её историю в Европе. Потом виконт д’Эпинуа отдал её на воспитание монахиням Шалона, которые терпеливо приобщали её к культуре. Там она начала получать образование и обрела речь. В последующие годы она жила в шести монастырях других четырёх городов Шампани: Витри-ле-Франсуа, Сент-Мену, Жуенвиле-ан-Шампань (фр. Joinville en Champagne) и короткое время в Реймсе. 16 июня 1732 года она приняла крещение и получила имя Мари-Анжелик Мемми и фамилию Леблан. Это второе имя, Мемми́ (фр. Memmie), было дано ей при крещении, чтобы (по словам Мари-Анжелик) напоминать тот факт, что она была найдена в епархии Шалона, где первым епископом был святой Мемми́й (фр. Saint Memmie). Ей тогда установили возраст 19—20 лет, позже кем-то исправленный на 11. После смерти виконта заботу о ней принял на себя епископ Шалона Шуазель (фр. Choiseul). В 1737 году её взяла под защиту бывшая королева Польши, Катажина Опалинская, мать Марии Лещинской, королевы Франции и супруги Людовика XV. В 1744 году её посетил и взял под своё покровительство герцог Луи Орлеанский, сын регента, который назначил ей ренту в 600 ливров в год.
В 1747 году у кларисс монастыря в Сен-Мену с ней встретился учёный-исследователь Ла Кондамин, который расспрашивал её о прошлом.
23 апреля 1750 года герцог Луи Орлеанский ввёл её в монастырь Новых католиков (фр. Nouvelles-Catholiques) в Париже, а затем, 20 января 1751, она присоединилась к новициату древнего и престижного королевского аббатства Сен-Перрин в Шайо (фр. Sainte-Périne de Chaillot) (расположенного рядом с нынешней Эйфелевой башней). Она готовилась стать монахиней, когда в этом аббатстве получила тяжёлую травму после падения из окна. 14 июня 1751 герцог Луи Орлеанский приказал перевести её в карете скорой помощи в монастырь-больницу на улице Муфтар (фр. Mouffetard), о чём свидетельствуют архивы герцога. Но после смерти герцога Орлеанского, 4 февраля 1752, она на несколько месяцев почти полностью лишается ухода ввиду отсутствия у неё средств.
Выходящий в Германии бюллетень, Journal épistolaire, 22 марта 1755 года выразит своё удивление тем, что личность такой важности «могла оказаться почти на грани нищеты».
К счастью, извещённый Луи Расином (фр. Louis Racine) и Ла Кондамином, новый герцог Орлеанский продолжил по отношению к ней благотворительную деятельность своего отца.
В монастыре госпитальеров на улице Муфтар (ныне казармы Монж, фр. Monge), она познакомилась с благотворительницей, проживающей в этом же квартале (в настоящее время улица Брока, фр. Broca), Мари-Катрин Эке (Marie-Catherine Hecquet), с которой в 1753 году она записала свои воспоминания, опубликованные в 1755 году под названием «История юной дикой девушки, найденной в лесу в возрасте десяти лет» («Histoire d’une jeune fille sauvage trouvée dans les bois à l'âge de dix ans»). Ла Кондамин сделал к этой книге дополнения. Книга имела большой успех, сразу была перепечатана, а затем переведена на немецкий (1756) и английский (много изданий в Англии и Шотландии с 1760 года), и принесла финансовую поддержку Мари-Анжелик.

### Смерть
Утром 15 декабря 1775 года (другие источники указывают 1788 год) Мари-Анжелик была обнаружена истекающая кровью в своей квартире на углу нынешних улиц дю Тампль (фр. du Temple) и Нотр-Дам-де-Назарет (фр. Notre-Dame-de-Nazareth). Вызванный соседями врач ничего не смог сделать.

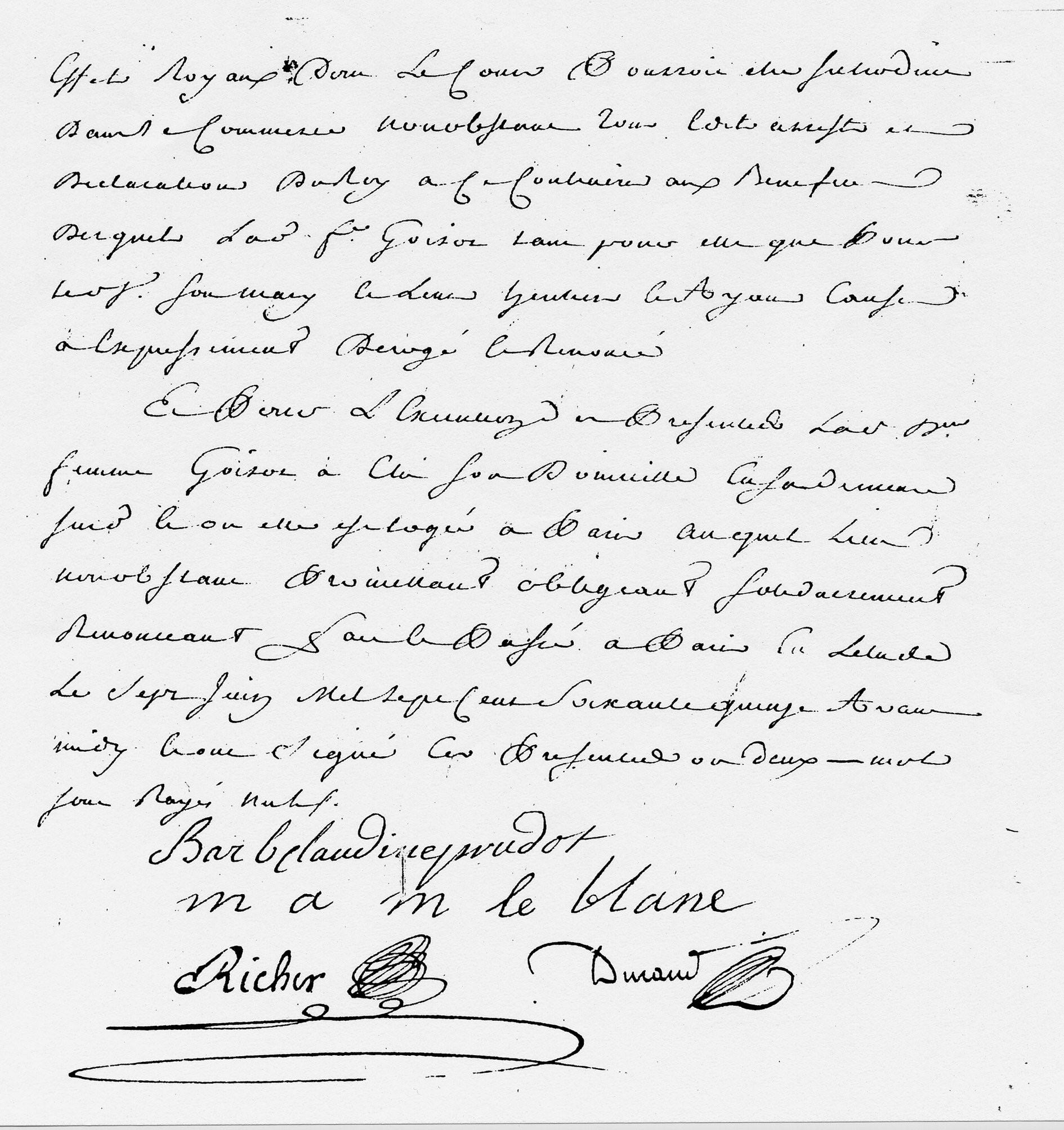
Архивный документ с почерком Мари-Анжелик (" m a m le blanc "). Национальный архив. Главный нотариальный архив. Денежный заём от 7 июня 1775 года.

Сразу прибыл комиссар полиции, который получил показания свидетелей о «внезапной смерти Мари-Анжелик Мемми Леблан». Смерть от побоев была исключена, и гипотеза отравления не выдвигалась, хотя некоторые данные предполагают такую возможность.
За шесть месяцев до её смерти Мари-Анжелик одолжила деньги (приличную сумму в 512 ливров) гражданину Бургундии, сьеру Гуазо (фр. Goisot), и срок погашения кредита наступал в ближайшее время, в начале 1776 года. Между тем как её должник, по результату поисков Сержа Ароля, находился в трудном финансовом положении и раньше уже был осужден за преступление. В протоколах комиссара полиции упоминается необъяснимое присутствие в доме Мари-Анжелик в то утро дочери сьера Гуазо, работающей служанкой у аптекаря принца де Конти. Симптомы же «внезапной смерти» Мари-Анжелик (сильное горловое кровотечение) аналогичны проявлениям при отравлении крыс, бродячих собак и кошек кумарином, эквивалент которого в то время уже существовал. Однако известно, что Мари-Анжелик в последние годы страдала от астмы, из-за чего она оставила свою квартиру на третьем этаже и переселилась на шумный цокольный этаж.

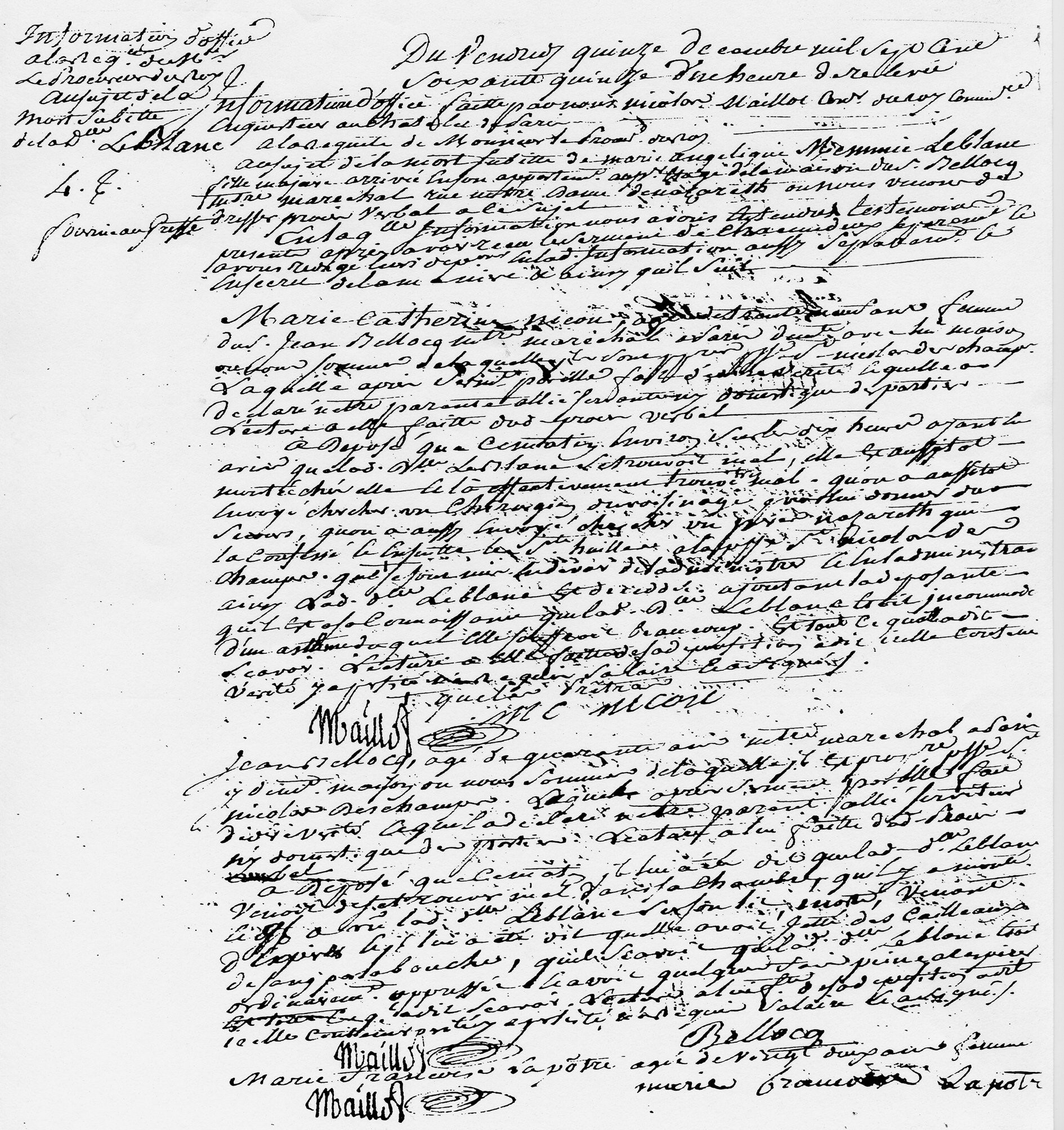
Расследование полиции по поводу «внезапной смерти» Мари-Анжелик Мемми Леблан. Национальный архив, Y-серия, карточка 14470, 15 декабря 1775 года.

По причине отсутствия наследников выморочное наследство Мари-Анжелик подлежало продаже с аукциона в пользу короля Людовика XVI, в связи с чем судебным приставом-аукционистом в январе 1776 года было сделана оценка её имущества. Эта нотариально заверенная опись, в которой также упоминаются книги из её библиотеки, говорит о том, что она была довольно зажиточной: всё её имущество и сумма её пожизненной ренты превышали 10 000 ливров, в то время как жалованье служанки составляло около 150 ливров в год.
После появления кредиторов, утверждающих, что у Мари-Анжелик были долги за продовольствие и медикаменты, Королевская Палата имуществ начала изучение её последних лет жизни, в том числе исследование нравственности. Поддерживая интерес королевской Казны, прокурор короля признал требования кредиторов обманом, заключив, что Мари-Анжелик, будучи состоятельной, не может иметь долги в повседневной жизни: «девица Леблан, хотя и имела довольно значительную пожизненную ренту, жила с порядком и экономией».

## Наследие

### Свидетельства современников
В дополнении к архивным документам и биографии Мари-Катрин Эке, жизнь «дикарки из Сонжи» была предметом многочисленных комментариев современников.
- Два письма были опубликованы в декабрьском выпуске 1731 года журнала Mercure de France. Одно из них Клода Фарона (фр. Claude Faron), шалонского историка, который снова пишет о ней в 1737 году[SI 8].
- Луи Расин, французский поэт и сын Жан-Батиста Расина, посвятил ей несколько стихов в своей поэме «Epître II sur l’homme» (1747)[SII 6]. После встречи с ней в 1750 году, он опубликовал «Разъяснения о дикой девушке» (фр. Eclaircissements sur la Fille sauvage).
- Философ Жюльен Офре де Ламетри заметил о ней в 1748 году: «Я думаю, что дикая девушка из Шалон-ан-Шампани расплатится за своё преступление, если это правда, что она съела свою сестру»[SII 7].
- Французский королевский придворный и мемуарист герцог де Люин встретил её в 1753 и передал разговор с ней в своих мемуарах[SI 10].
- В апреле 1755 года Mercure de France опубликовал письма Ла Кондамина, в которых он отрицал своё авторство "Истории юной дикой девушки… " Он указал условия написания этой книги[SI 11].
- В 1756 году Вольтер кратко упомянул о ней в «Поэме о естественном законе» (фр. Poème sur la loi naturelle)[SII 8].
- В 3-м и 4-м томах «Всеобщей и частной естественной истории» (фр. Histoire naturelle, générale et particulière) Жорж-Луи Леклерк, граф де Бюффон рассказал о Мари-Анжелик и о её неспособности говорить до поимки[SII 9][SII 10].
- Естествоиспытатель Жак-Кристоф Вальмон де Бомар кратко упомянул Мари-Анжелик в издании 1764 года его «Универсального толкового словаря естественной истории» (фр. Dictionnaire raisonné universel d’histoire naturelle), в статье «Дикий человек» (фр. Homme sauvage) в издании 1775 года он посвятил ей несколько строк, резюмирующих "Историю юной дикой девушки…. ", к которым добавил личные наблюдения[SI 12].
- Шотландский судья и философ Джеймс Бёрнетт, лорд Монбоддо (James Burnett, Lord Monboddo), который предвосхитил в принципе идею естественного отбора, развитую позже в эволюционную теорию Чарлзом Дарвином, познакомился с ней в 1765 году и упомянул о ней в нескольких работах. Он назвал её «самой необычной личностью своего времени».
- Шалонский юрист-антиквар Клод-Реми Бюиретт де Верьер (фр. Claude-Rémy Buirette de Verrières) писал о ней в «Исторических летописях города и графства-пэрства Шалон-на-Марне» (фр. Annales historiques de la ville et comte-pairie de Châlons-sur-Marne)[SI 13].
- Французский историк Абель Жозеф, граф Эго (фр. Abel Joseph, comte Hugo) рассказал о ней в книге La France pittoresque.

Однако все эти авторы повторили ошибку относительно её возраста на момент поимки («десять лет», в то время как она была в два раза старше), которая будет существовать в течение почти трёх веков.

### Мари-Катрин Омассель Эке
Мари-Катрин Омассель Эке (12 июня 1686 — 8 июля 1764) — французский биограф первой половине XVIII века. Она была женой абвильского купца Жака Омасселя (фр. Jacques Homassel) и полу-анонимной «Madame H---t», которая написала брошюру-биографию знаменитого дикого ребёнка Мари-Анжелик Мемми ле Блан, «История юной дикой девушки, найденной в лесу в возрасте десяти лет» (фр. «Histoire d’une jeune fille sauvage, Trouvée dans les Bois à l’âge de dix ans») в Париже в 1755 году.
Авторство этой книги иногда приписывают французскому учёному-исследователю Шарлю Мари де Ла Кондамину, что он публично отрицал. Биография была анонсирована в Париже в 1755 г. как «Brochure in-12 de 72 pag. Prix 1 liv.» (Брошюра формата duodecimo из 72 страниц. Цена 1 французский ливр) и продавалась в магазинах города, чтобы обеспечить небольшой доход для Мари-Анжелик. В то же время, Ла Кондамин описал мадам Эке как «вдову, которая живёт рядом с Сен-Марсо (фр. Saint-Marceaux) и которая, встретившись и подружившись с девушкой после смерти её покровителя м. герцога Орлеанского, взяла на себя труд написать её историю».
О ней мало известно кроме того, что она была корреспондентом и бывшим другом детства Мари-Андре Реньяр Дюплесси (фр. Marie-Andrée Regnard Duplessis,1687-1760), летописца и настоятельницы монастыря Hôtel-Dieu du Précieux Sang в Квебеке, в Канаде. Позже она предположительно посвятила себя религии.

### Новое открытие в XXI веке
История жизни Мари-Анжелик по-прежнему мало известна в мире и оставалась почти забытой во Франции в XIX и XX веках до недавнего времени. В сентябре 2002 года издательство University of Chicago Press выпустило первую научную книгу Джулии В. Датвейт (англ. Julia V. Douthwaite) «Дикая девушка, естественный человек, и Чудовище: опасные эксперименты в эпоху Просвещения» (англ. The Wild Girl, Natural Man, and the Monster: Dangerous Experiments in the Age of Enlightenmentе) о жизни самых известных «диких детей» в Европе XVIII века, где также уделено внимание данному персонажу.
Во Франции с 2006 года существовали проекты инсценировать жизнь Мари-Анжелик ле Блан на телевидении, в театре и кино, которые не увенчались успехом. Среди создателей этих заброшенных проектов можно отметить: Андре Таржа (фр. André Targe), который начал с энтузиазмом в 2006 году, но его смерть прервала работу, Патрика Шарля Мессанса (фр. Patrick Charles Messance) для кино, в копродукции с США, Доминик Дешам (фр. Dominique Deschamps) для театра, Соню Парамо (фр. Sonia Paramo) и Marc Jampolsky для телевидения. Были сделаны только небольшие репортажи, транслировавшиеся по France-3 в июле 2006 года.
В результате 10-летней научно-исследовательской работы с использованием более 400 архивных документов, происходящих из разных источников: от Шотландии до России, Серж Ароль реконструирует биографию Мари-Анжелик в своей книге Marie-Angélique (Haut-Mississippi, 1712 — Paris, 1775) : Survie et résurrection d’une enfant perdue dix années en forêt, опубликованной в 2004 году. Он, в частности, устанавливает фальсификацию её возраста. В оригинале её свидетельства о крещении было вычеркнуто слово «девятнадцать» (лет) и заменено на «одиннадцать» (лет) другими чернилами и другим почерком, нежели у кюре (Муниципальный архив Шалон-ан-Шампань, GG 126). Копия свидетельства о крещении, хранящаяся в архиве канцелярии суда даёт ей «двадцать лет». Это изменение её возраста будет вводить в заблуждение всю литературу на протяжении почти трёх веков и препятствовать выяснению происхождения Мари-Анжелик ввиду того, что её приезд во Францию необходимо было искать в регистрах предыдущего десятилетия.
В январе 2015 года парижское издательство Delcourt выпустило книгу комиксов о жизни Мари-Анжелик под названием «Дикарка: Биография Мари-Анжелик ле Блан» (фр. Sauvage: Biographie de Marie-Angélique le Blanc) с текстом Жан-Давида Морвана (Jean-David Morvan) и Орели Beviere (Aurélie Beviere) и иллюстрациями Гаэля Эрсана (Gaëlle Hersent).
В 2009 году в память о Мари-Анжелик в деревне Сонжи, где она была поймана в 1731 году, была установлена высокая статуя.